# Óblast autónomo Kalmuko
El Óblast Autónomo Kalmuko (en ruso: Калмыцкая автономная область, Kalmytskaja avtonomnaja oblast) fue una división administrativa de la RSFS de Rusia en la Unión Soviética. Corresponde a dos períodos distintos de autonomía de los kalmukos dentro de la República Socialista Federativa Soviética de Rusia.
Se estableció por primera vez en noviembre de 1920, siendo su centro administrativo Astracán. En junio de 1928, fue incluido en el krai del Bajo Volga y se divide en dos, en enero de 1934 (krai de Sarátov y krai de Stalingrado). En octubre de 1935, fue erigido en República Autónoma Socialista Soviética de Kalmukia (abolida en 1943).
En enero de 1957, el óblast autónomo de Kalmukia es restablecido, pero esta vez forma parte del Krai de Stávropol. En 1958 se separa y se convierte en la República Autónoma Socialista Soviética de Kalmukia.